# Dolichosomastis archadia
Dolichosomastis archadia är en fjärilsart som beskrevs av Stoll 1790. Dolichosomastis archadia ingår i släktet Dolichosomastis och familjen nattflyn. Inga underarter finns listade i Catalogue of Life.

## Bildgalleri

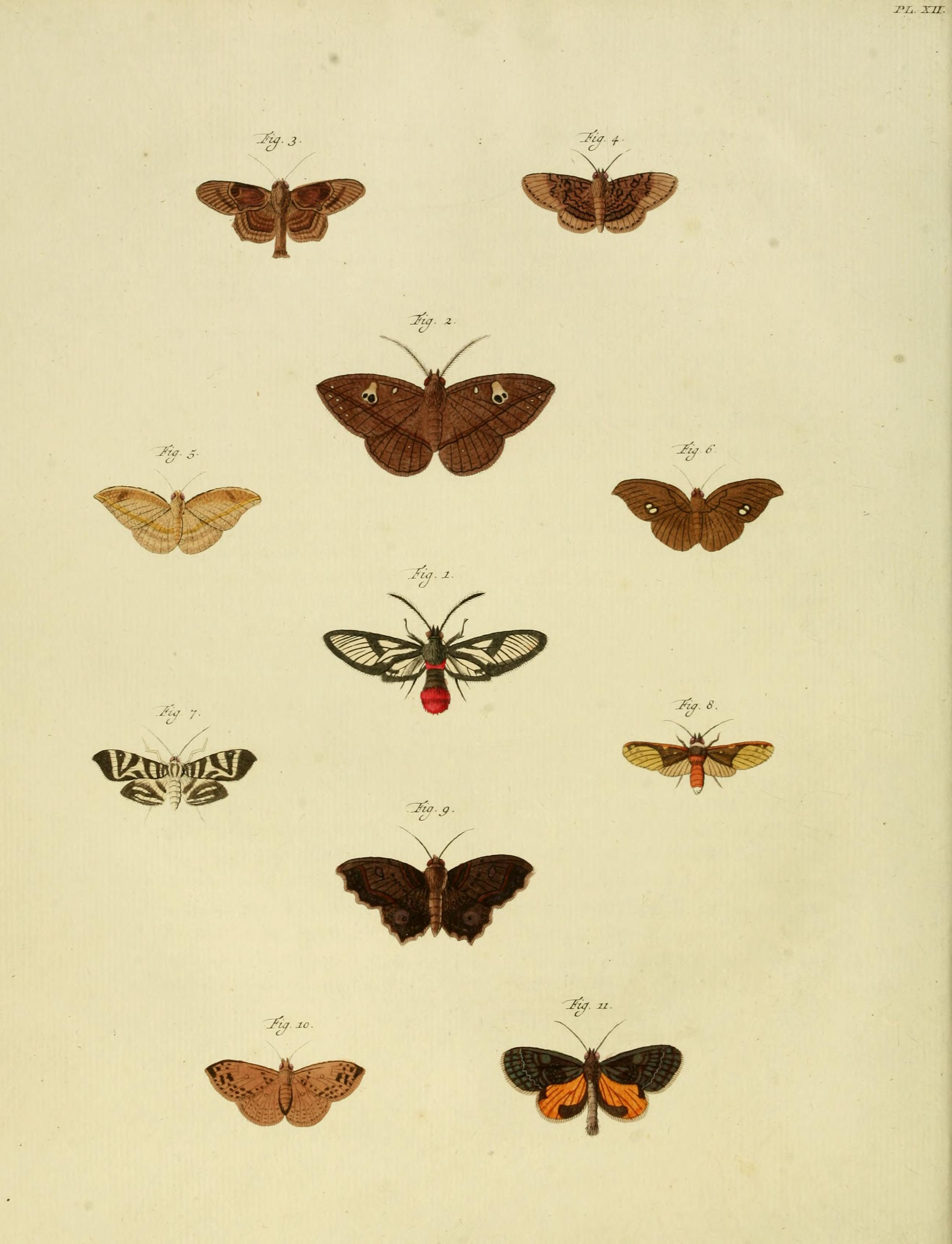